# Kodeks Szachowy
Kodeks Szachowy – zbiór przepisów regulujących podstawowe zagadnienia związane z szachami, w tym dotyczące partii szachowej, obowiązków oraz praw zawodników, sędziów i organizatorów, sposobów przeprowadzania różnego rodzaju rozgrywek szachowych. 
Do końca XVIII wieku przepisy obowiązujące w różnych krajach znacznie się różniły – również w kwestiach fundamentalnych, na przykład posunięć figur, zasad promocji i roszady oraz definicji remisu. Zasady gry podawane były przez autorów podręczników i stosowane tym częściej, im popularność danego wydawnictwa była większa. W wieku XIX, w którym nastąpił wyraźny rozwój życia szachowego w Europie i Ameryce Północnej – zaczęły powstawać kluby i stowarzyszenia szachowe, wzrosła liczba turniejów i meczów – doszło do stopniowego ujednolicenia przepisów, jednak wciąż przed turniejem lub meczem zasady i warunki gry ustalane były odrębnie.
Sytuacja unormowała się dopiero wraz z powstaniem Międzynarodowej Federacji Szachowej (FIDE). Pierwszy kodeks szachowy opracowany został w drugiej połowie lat 20. XX wieku i zatwierdzony w roku 1929 w Wenecji. Oficjalna wersja kodeksu była wydana w języku francuskim; z niej poszczególne federacje dokonywały własnych przekładów i na ich podstawie tworzyły odrębne uzupełniające przepisy dotyczące rozgrywek krajowych. W kolejnych latach kodeks był na bieżąco aktualizowany i uzupełniany; praktycznie co kilka lat jest on w mniejszym lub większym stopniu modernizowany (z tym że zmiany dotyczące przepisów gry wprowadzane mogą być nie częściej niż co cztery lata, aby nie dopuścić do ich destabilizacji).
Od 1 stycznia 2018 obowiązuje kolejne uaktualnienie kodeksu (autorem tłumaczenia z języka angielskiego jest Andrzej Filipowicz).

## Wersja polska
Obowiązujący w Polsce kodeks szachowy wydany został przez Polski Związek Szachowy (PZSzach) w roku 2002, natomiast w latach 2005–2007 wprowadzone zostały zmiany kilku rozdziałów. Wydawnictwo zawiera historię PZSzach i FIDE, wykazy członków honorowych, prezesów, składów Zarządów i Kolegium Sędziów PZSzach, jak również listy polskich arcymistrzów, mistrzów międzynarodowych i mistrzów FIDE. W pierwszej z grup tematycznych zawarte są przepisy gry FIDE (część A), natomiast w drugiej (B) – regulaminy turniejowe i przepisy rozgrywek FIDE i PZSzach. W części trzeciej (C) opisano przepisy klasyfikacyjne i zagadnienia dotyczące rankingu międzynarodowego oraz krajowego, a także ewidencji klubów i zawodników. W kolejnej części (D) znaleźć można przepisy prawne (w tym statut PZSzach), natomiast w ostatniej (E) – formularze i załączniki, wymagane przy sprawozdaniach turniejowych i wnioskach na tytuły międzynarodowe, przesyłanych do FIDE.